# 芹洞駅
芹洞駅（クンドンえき、朝鮮語: 근동역）は朝鮮民主主義人民共和国咸鏡北道清津市松坪区域に位置する朝鮮民主主義人民共和国鉄道省康徳線および芹洞支線の駅である。